# Osona (Hiszpania)
Osona – comarca (powiat) w Hiszpania w Katalonii. Region zajmuje powierzchnię 1260,1 km² i liczy 150 139 mieszkańców. Siedzibą comarki jest Vic. Region słynie z wyrobu kiełbasy, zwłaszcza fuet. Teren przemysłowy, z wieloma fabrykami.

## Historia
W średniowieczu mniej więcej na obszarze dzisiejszej comarki funkcjonowało hrabstwo Osona. Zostało ustanowione w 798 roku. W 1111, po śmierci ostatniego hrabi Bernarda III, zostało włączone do hrabstwa Barcelony.
Hrabstwo zostało na krótko ponownie ustanowione przez króla Piotra III i funkcjonowało w latach 1356 – 1464. Miało jednak funkcję wyłącznie tytularną.

## Gminy
- Alpens
- Balenyà
- El Brull
- Calldetenes
- Centelles
- Collsuspina
- Espinelves
- Folgueroles
- Gurb
- Lluçà
- Malla
- Manlleu
- Les Masies de Roda
- Les Masies de Voltregà
- Montesquiu
- Muntanyola
- Olost
- Oristà
- Orís
- Perafita
- Prats de Lluçanès
- Roda de Ter
- Rupit i Pruit
- Sant Agustí de Lluçanès
- Sant Bartomeu del Grau
- Sant Boi de Lluçanès
- Sant Hipòlit de Voltregà
- Sant Julià de Vilatorta
- Sant Martí d'Albars
- Sant Martí de Centelles
- Sant Pere de Torelló
- Sant Quirze de Besora
- Sant Sadurní d'Osormort
- Sant Vicenç de Torelló
- Santa Cecília de Voltregà
- Santa Eugènia de Berga
- Santa Eulàlia de Riuprimer
- Santa Maria de Besora
- Santa Maria de Corcó
- Seva
- Sobremunt
- Sora
- Taradell
- Tavertet
- Tavèrnoles
- Tona
- Torelló
- Vic
- Vidrà
- Viladrau
- Vilanova de Sau